# Större svartbagge
Större svartbagge (Upis ceramboides) är en art av skalbaggar som är Västerbottens landskapsinsekt. Den är en av många vedlevande insekter som gynnas av skogsbränder, och förekommer ofta i mängder under barken på brandskadade björkar, men kan ibland ses på andra lövträd som sälg och asp.
Larverna trivs bra i innerbark som är rik på mycel, och i splintved. De utvecklas till puppor under sommarhalvåret under barken, och de utvecklas under två-tre år. Våren därpå fortplantar de sig.
Den har under åren försvunnit från södra Sverige och finns numera bara lokalt i Norrlands kustland, i Västerbotten och Norrbotten. Anledningen till artens tillbakagång torde vara bristen på brandskadad skog och björkved, och det moderniserade skogsbruket. Större svartbagge är upptagen på rödlistan och räknas idag som "sårbar". I Vindelns kommun kallas den för "köksskörven", för att den förekommer inomhus när man eldar med björkved under vintern.